# Milovan Kovačević
Milovan Kovačević (Koprivnica, 10. srpnja 1905. – Zagreb, 29. srpnja 1946.), bio je hrvatski arhitekt.

## Životopis

### Rani život i školovanje
Arhitekt Milovan Kovačević rodio se u Koprivnici 1905. godine. Na Arhitektonskom odjelu Srednje tehničke škole u Zagrebu bio je đak arhitekta Pavla Jušića. “Već u to vrijeme”, pisao je pedesetih godina prošlog stoljeće ostarjeli Jušić u Čovjeku i prostoru, “svi su nastavnici smatrali mladog Kovačevića posebnim talentom i najdarovitijim đakom u školi”. Nakon što je maturirao, Kovačević (1925. – 1927.) studira arhitekturu na Visokoj tehničkoj školi u Pragu, no, 1927. godine vraća se u Zagreb gdje je 1929. godine diplomirao na tadašnjem Tehničkom fakultetu. Jedan od svjedoka, danas također pokojni, arhitekt Zvonimir Vrkljan u svojim je Sjećanjima zapisao: “Bio je talentiran student, i već sam ga 1928. povukao u Fischerov biro (arhitekt Ignjat Fischer, op.a.), gdje je radio do 1930. godine na objektima u Preradovićevoj ulici i na drugoj etapi Gradske štedionice”.

### Arhitekt
Okruženje u kome se našao u Fischerovom atelieru, za mladog je arhitekta bilo nadasve poticajno, jer je ondje djelovalo također nekoliko mlađih i zapaženih arhitekata kao što su već spomenuti Vrkljan, Zoja Dumengjić i Bela Auer, a 1928. godine pri adaptaciji uglovnice arhitekta Vjekoslava Bastla “Elsa- fluid doma”, koja je rađena prema projektima Petera Behrensa, u Fischerovom se atelieru pojavio i taj glasoviti njemački arhitekt.
Presudan događaj u Kovačevićevom životu dogodio se 1930. godine, kada je prešao u atelier arhitekta Ede Šena, koji je uz Kovačića, Bastla i Podhorskog jedna od ključnih ličnosti hrvatske arhitekture s početka 20. stoljeća. Danas je teško odgovoriti na pitanje na koga je taj prijelaz više pozitivno utjecao. Na znatno starijeg i iskusnijeg Šena, ili na mladog i talentiranog Kovačevića? U svakom slučaju, Kovačević je u Šenu pronašao, kao što je rečeno, iskusnog suradnika uvijek spremnog za nove izazove, ali i vrsnog pedagoga. No, s druge strane, Kovačevićev dolazak pozitivno će utjecati i na Šena. Naime, nakon maestralno izvedene zgrade nekadašnjeg Osiguravajućeg društva Croatia (1910.), te kuće Vasić u Gundulićevoj 7 (1925.), protomodernist Šen će se tijekom druge polovice dvadesetih prikloniti tada u Zagrebu omiljenom posthistoricističkom ekleticizmu. Kovačević će unijeti u Šenovo stvaralaštvo svježinu i onaj prepoznatljivi duh modernizma tridesetih koji je zagrebačku arhitekturu toga vremena učinio prepoznatljivom u europskim razmjerima. Dakako, svjedoci tih promjena su realizacije što će ih ova dva generacijski tako udaljena arhitekta ostvariti između 1932. i 1940. godine. Upravo tijekom te suradnje Šen će realizirati svoje najznačajnije ostvarenje- stambenu zgradu u Gundulićevoj 34 (1932.). Godinu dana poslije, Šen i Kovačević realiziraju stambenu zgradu JAZU, danas studentski dom na Trgu žrtava fašizma. Od ostalih zajedničkih realizacija valja još istaknuti stambenu višekatnicu u Križanićevoj 3, te njihovo posljednje zajedničko ostvarenje - zgradu Tehničkog a danas Arhitektonskog fakulteta u Kačićevoj ulici (1937. – 1940.). U to vrijeme Kovačević je Šenov asistent pri Katedri za graditeljstvo Tehničkog fakulteta. No, suradnju Šena i Kovačevića okrunit će idejni projekt regulacije zagrebačkog Kaptola iz 1935. godine, koji će tijekom siječnja iste biti izložen u tadašnjem Ulrichovom salonu. Neovisno o Šenu, arhitekt Kovačević samostalno izvodi više uspjelih realizacija, od kojih valja istaknuti kuće u Preradovićevoj 5 i Jurišićevoj 30 (1930.), te stambenu uglovnicu u Petrinjskoj 47 (1933.), koja prema riječima Tomislava Premerla i unatoč tome što je građena na maloj, ograničenoj parceli “ostvaruje i načela modernoga i funkcionalnog stanovanja razvivši se u visinu”. U to vrijeme Kovačević radi i na brojnim natječajima, od kojih su neki ostvareni u suradnji s arhitektima Josipom Pičmanom i Josipom Seisselom. 

### NDH i NOP
Do 1943. godine, kada će biti zatvoren u zloglasnom ustaškom zatvoru na Savskoj cesti, Kovačević je realizirao Vilu Švertašek u Schrottovoj 23 (1938. – 1939.), Vilu Kamenarović u Rockfellerovoj 33 (1940. – 1941.), te obiteljsku kuću Nemet na Goljaku (1942. – 1943.). I doista, kako će slijed događaja potvrditi, Kovačević je bio “nepokolebljiv idealist u vrijeme koje idealima nije pogodovalo”. Naime, od samog početka rata i uspostave NDH, prema riječima svjedoka Kovačević je kao “osvjedočeni antifašist” prikupljao vlastitim sredstvima saniteski materijal, instrumente i namirnice za partizanski pokret, “a kada tih sredstava nema dovoljno”, prema tvrdnjama, ”podiže zajam za gradnju kuće i svih 400.000 kuna troši za pomoć borcima”. Nakon što je njegova ilegalna grupa otkrivena, među kojima je bilo i pet domobranskih časnika koji su odmah strijeljani, Kovačević je, kao što je rečeno, 1943. godine zatvoren u zatvoru na Savskoj cesti. Nakon osam mjeseci zatvora i mučenja, 23. prosinca, zajedno s Bogdanom Ogrizovićem, odveden je na vješanje u Dubravu.
»Jednog dana nakon nekog atentata na ustaše”,« prisjećao se Zvonimir Vrkljan,»izvučen je s ovećom grupom iz zatvora i odveden u Dubravu, gdje su ih počeli vješati na stabla s obje strane ceste. Bila je večer i smračilo se, a jedan je njemački automobil opazio grupu ljudi i zabljesnuo. Uto se jedan osuđenik istrgnuo svom čuvaru i počeo bježati, a Kovačević, koji je prije toga hinio da je slab i pada u nesvijest, upotrijebio je priliku, kada je njegov čuvar također pojurio za bjeguncem, da se u onoj gužvi baci u susjedno kukuruzište i pojuri poljem prema Markuševcu”.«

Jedan drugi svjedok ovako je opisao taj dramatičan događaj: 
»Otimajući se, Kovačević je dva puta pao s vješala što je izazvalo bijes stražara. Udarali su ga sve dok nije izgubio svijest, a onda misleći da je mrtav, ostavili su ga da bi ga objesili tek kada završe s ostalima. Osvijestivši se Kovačević je iskoristio njihovu nepažnju, maglovitu i kišnu noć i dovukao se s odbijenim bubregom do stana dr. Zelka….«
Ubrzo nakon tih događaja Kovačević se pridružio partizanima u Slavoniji, gdje je aktivno surađivao na tehničkim pripremama za regulaciju i asanaciju sela, a potom i u građevnom odjelu ZAVNOH-a u Topuskom. No, i ondje nije imao mira. Zla kob ga je i dalje neumoljivo pratila u stopu. Prema riječima Vrkljana jedan dan neki ga je partizan upozorio: “neka pazi što govori i radi jer se na njega osobito pazi zbog sumnje da su ga ustaše pustili da pobjegne uz obavezu da im kasnije dojavljuje. I cijelo vrijeme, sve do posljednjih dana, osjećao je da ga prati neko nepovjerenje”.

### Poslije Drugog svj. rata i smrt
Godine 1945. dodijeljen je Ministarstvu građevina, no nakon formiranja prve vlade Narodne Republike Hrvatske prešao je iz Ministarstva u Urbanistički seminar u Šibeniku, gdje je radio na studiji regulacije sela Bilice i Gradac. Iste godine raspisan je natječaj za predavača na Tehničkom fakultetu na koji se prijavio i Kovačević. “S obzirom na to da je Kovačević bio osam godina asistent pri toj katedri i imao velike uspjehe na natječajima, a bio je i u partizanima”, prisjećao se Vrkljan, “pretpostavili smo Denzler i ja da on imade prednost pred ostalom dvojicom. Na sastanku iznijeli smo naše mišljenje prof. Mohorovičiću, ali ga je on bez obrazloženja glatko odbio i rekao da Kovačević nikako ne dolazi u obzir. Nakon nekoliko dana posjetio me je Kovačević, vidjelo se da je već teško bolestan. Rekao sam mu rezultat i on mi je odgovorio: “Nisam iznenađen. To sam i očekivao”. 
Iste godine Ministarstvo građevina povjerilo mu je zadatak regulacije srušenog Zadra gdje radi na izradi prvih projekata i studije zadarske regulatorne osnove.
Vozeći se već teško bolestan prema Zadru doživio je prometnu nesreću što je samo ubrzalo već predvidljiv kraj. 
Arhitekt Milovan Kovačević umire 29. srpnja 1946. godine, navršivši 41 godinu života.

## Vanjske poveznice
- Krešimir Galović, Knjiga ratnih svjedočanstava. Metafora hrvatskih urbocidija, Vijenac, br. 232, 23. siječnja 2003.
- Index.hr: Predstavljena knjiga ˝Bijeg s vješala˝ Andrije Kovačevića
- Kovačević, Milovan Hrvatska tehnička enciklopedija, portal hrvatske tehničke baštine. LZMK